# كوستا باسيفيكا
كوستا باسيفيكا (بالإنجليزية: Costa Pacifica)‏ هي سفينة سياحية تديرها شركة كوستا للرحلات البحرية، تم بنائها في أحواض شركة فينكانتييري ودخلت الخدمة في عام 2009.